# Megachile albitarsis
Megachile albitarsis är en biart som beskrevs av Cresson 1872. Megachile albitarsis ingår i släktet tapetserarbin, och familjen buksamlarbin. Inga underarter finns listade i Catalogue of Life.